# Суперкубок Сомалі з футболу
Суперкубок Сомалі з футболу — футбольне змагання, яке щорічно проводить між переможцем Ліги Сомалі та володарем кубку Сомалі.

## Фіналісти та переможці
| Рік  | Переможці        | Рахунок        | Фіналіст                         |
| ---- | ---------------- | -------------- | -------------------------------- |
| 2013 | «Ельман»         | 1–1 (5–4 пен.) | «Могадішо Сіті»                  |
| 2014 | «Дженйо Юнайтед» | 2–2 (5–4 pen.) | «Могадішо Сіті»                  |
| 2015 | «Хорсід»         | 0–0 (3–1 пен.) | «Хіган»                          |
| 2016 | «Могадішо Сіті»  | 1–1 (3–2 пен.) | «Дженйо Юнайтед»                 |
| 2017 | «Ельман»         | 1–0            | «Декадда»                        |
| 2018 | «Декадда»        | 3–0            | «Могадішу» (формально «Бенадір») |